# Guldvägen
Guldvägen är en turistväg i södra Lappland och norra Västerbotten.

## Sträckning
Guldvägen sträcker sig från Bolidens smältverk Rönnskärsverken i Skelleftehamn till Malå i södra Lappland längs vägarna länsväg 372, riksväg 95 och länsväg 370.

## Historik
Vägen är ett nutida sätt att knyta samman de sevärdheter som ingår i turistsatsningen Guldriket. Gemensamt för dessa sevärdheter är att de har en anknytning till gruvbrytningen av sulfidmalmer (guld, silver, koppar, zink, bly med mera) i Skelleftefältet. Namnet knyter också an till den etablerade och närliggande Silvervägen.